# Фарропилья
Фарропилья (порт. Farroupilha)  —  муниципалитет в Бразилии, входит в штат Риу-Гранди-ду-Сул. Составная часть мезорегиона Северо-восток штата Риу-Гранди-ду-Сул. Входит в экономико-статистический  микрорегион Кашиас-ду-Сул. Население составляет 59 871 человек на 2007 год. Занимает площадь 359,30 км². Плотность населения — 174,0 чел./км².
Праздник города —  11 декабря.

## История
Город основан 11 декабря 1934 года.

## Статистика
- Валовой внутренний продукт на 2005 составляет 1.108.735.000,00 реалов (данные: Бразильский институт географии и статистики).
- Валовой внутренний продукт на душу населения на 2005 составляет 17.941,00 реалов (данные: Бразильский институт географии и статистики).
- Индекс развития человеческого потенциала на 2000 составляет 0,844 (данные: Программа развития ООН).

## География
Климат местности: субтропический.

## Галерея

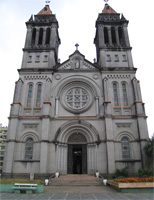
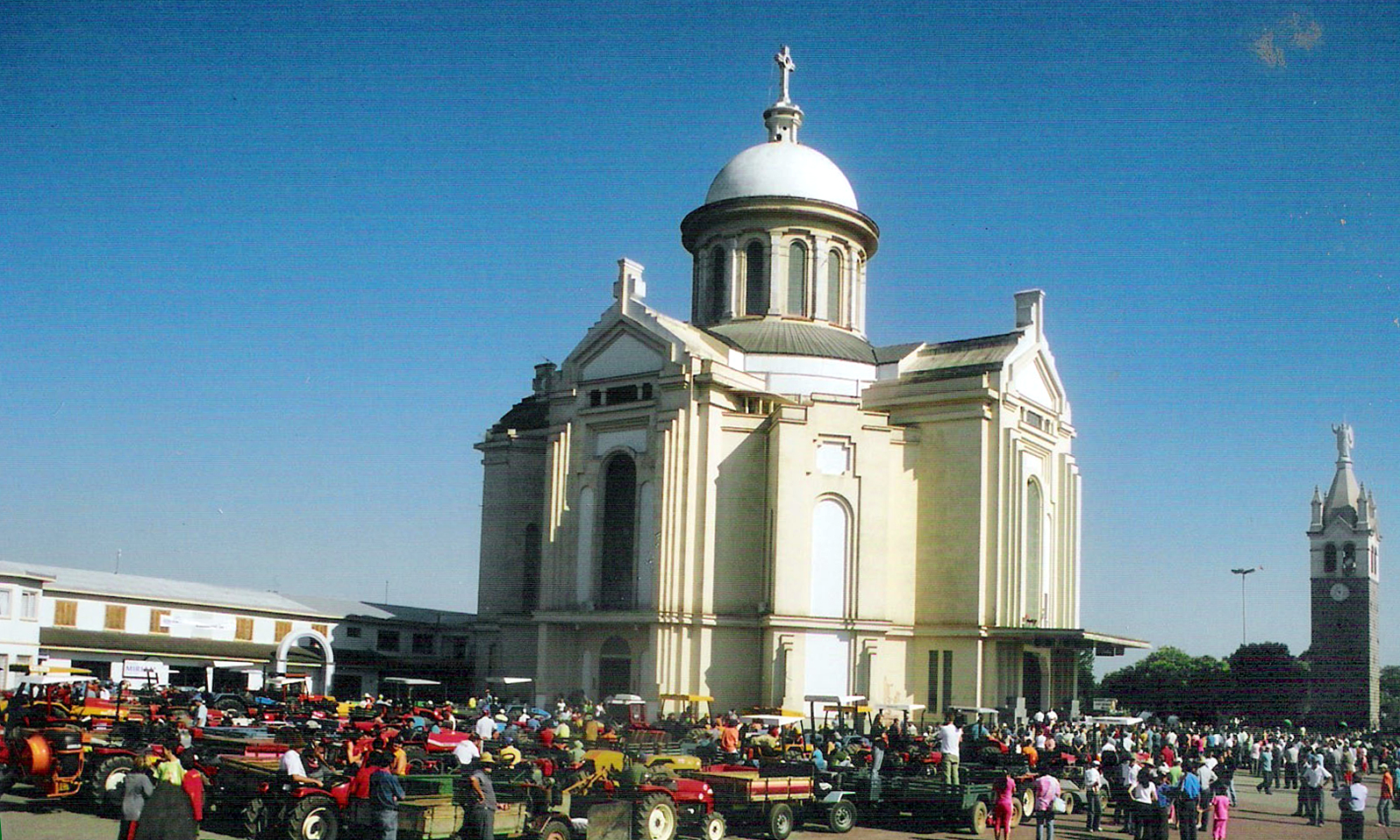
Храм